# Ghighaya (rivière)
L’oued Ghighaya (arabe : واد غيغاية ; berbère : Asif Ighighayn  ou ⴰⵙⵉⴼ ⵖⵉⵖⴰⵢⴰ), est un cours d'eau marocain, affluent de rive gauche de l'oued Tensift, dont le sous-bassin se situe dans les provinces d'Al Haouz et la préfecture de Marrakech, situées dans la région Marrakech-Safi. Il prend sa source dans le Haut Atlas et se jette dans le Tensift, à une dizaine de kilomètres à l'ouest de Marrakech.